# Black City (album av Division of Laura Lee)
För andra betydelser, se Black City.
Black City är Division of Laura Lees första studioalbum, utgivet 2002.

## Låtlista
1. "Need to Get Some" – 3:12
2. "We've Been Planning This for Years" – 2:49
3. "Number One" – 2:56
4. "Trapped In" – 2:54
5. "Access Identity" – 2:41
6. "I Guess I'm Healed" – 3:59
7. "The Truth Is Fucked" – 3:38
8. "Black City" – 3:40
9. "I Walk on Broken Glass" – 2:01
10. "Second Rule Is" – 1:35
11. "Pretty Electric" – 3:10
12. "Wild and Crazy" – 3:28

## Mottagande
Skivan fick blandande recensioner när den kom ut och snittar på 3,8/5 på Kritiker.se. Allmusic gav skivan 4/5.

## Singlar

### Pretty Electric
1. "Number One"
2. "Pretty Electric"
3. "The Truth Is Fucked"

### Need to Get Some
1. "Need to Get Some"
2. "Upside Down"
3. "I Guess I'm Healed" (remix)

### Black City
1. "Black City"
2. "Loveless"
3. "The Truth Is Fucked" (demo)

### Trapped In
1. "Trapped In"
2. "44"
3. "Need to Get Some" (live)